# Avise
Avise is een gemeente in de Italiaanse regio Aostadal en telt 312 inwoners (31-12-2004). De oppervlakte bedraagt 52,9 km², de bevolkingsdichtheid is 6 inwoners per km².
De volgende frazioni (Frans: hameaux) maken deel uit van de gemeente: Cerellaz, Charbonnière, La Clusaz, Le Coudray, Le Cré, Le Pré, Le Thomasset, Plan, Runaz, Vedun.

## Demografie
Avise telt ongeveer 140 huishoudens. Het aantal inwoners daalde in de periode 1991-2001 met 4,7% volgens cijfers uit de tienjaarlijkse volkstellingen van ISTAT.
| Jaar | Inwoneraantal |
| ---- | ------------- |
| 1991 | 322           |
| 2001 | 307           |

## Geografie
De gemeente ligt op ongeveer 775 m boven zeeniveau.
Avise grenst aan de volgende gemeenten: Arvier, La Salle, La Thuile, Saint-Nicolas, Saint-Pierre, Saint-Rhémy-en-Bosses.